# Scherpenheuvel-Zichem
Scherpenheuvel-Zichem (französisch Montaigu-Zichem) ist eine Stadt in Belgien, in der flämischen Provinz Flämisch-Brabant und dort im Bezirk Löwen. Sie entstand 1977 aus der Fusion der Gemeinden Averbode, Messelbroek, Scherpenheuvel, Testelt und Zichem.

## Geografie und Verkehr
Scherpenheuvel liegt sechs Kilometer westlich der Stadt Diest und etwa 12 Kilometer östlich von Aarschot. Nach der südwestlich gelegenen Stadt Löwen sind es etwa 30 Kilometer, die Hauptstadt Brüssel liegt etwa 50 Kilometer westlich. Durch das nördliche Gemeindegebiet fließt die Demer in zahlreichen Windungen nach Westen, wo sie bei Werchter von rechts in die Dijle mündet.
Die Autobahn A2 (Brüssel – Sittard-Geleen (NL) – Aachen) verläuft nur zwei Kilometer südlich. In Testelt und Zichem gibt es jeweils eine Bahnstation an der Bahnstrecke Löwen – Hasselt.

## Kultur und Sehenswürdigkeiten
Die kleine Stadt Scherpenheuvel gruppiert sich rings um die im 17. Jahrhundert errichtete und Unserer Lieben Frau geweihte barocke Wallfahrtskirche, die 1922 in den Rang einer Basilica minor erhoben wurde. Die Basilika Unserer Lieben Frau von Scherpenheuvel, in der auch Papst Johannes Paul II. schon betete, macht Scherpenheuvel zu einem der wichtigsten Wallfahrtsorte des flämisch sprechenden Teils von Belgien. Am 2. Februar 2011 erhielt die Kirche die päpstliche Auszeichnung Goldene Rose durch Papst Benedikt XVI.
Am nördlichen Rand von Averbode, sieben Kilometer nördlich von Scherpenheuvel, liegt die Abtei Averbode des Ordens der Prämonstratenser.
Zichem wurde berühmt durch den flämischen Schriftsteller Ernest Claes, der seinen Geburtsort im Schelmenroman „De Witte“ (deutsche Ausgabe: Flachskopf) lebhaft beschrieb.

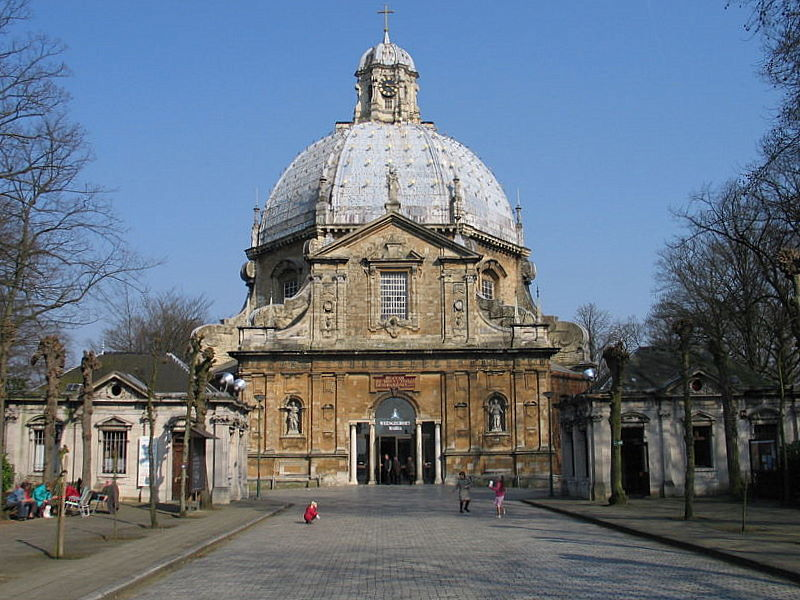
Liebfrauenbasilika in Scherpenheuvel
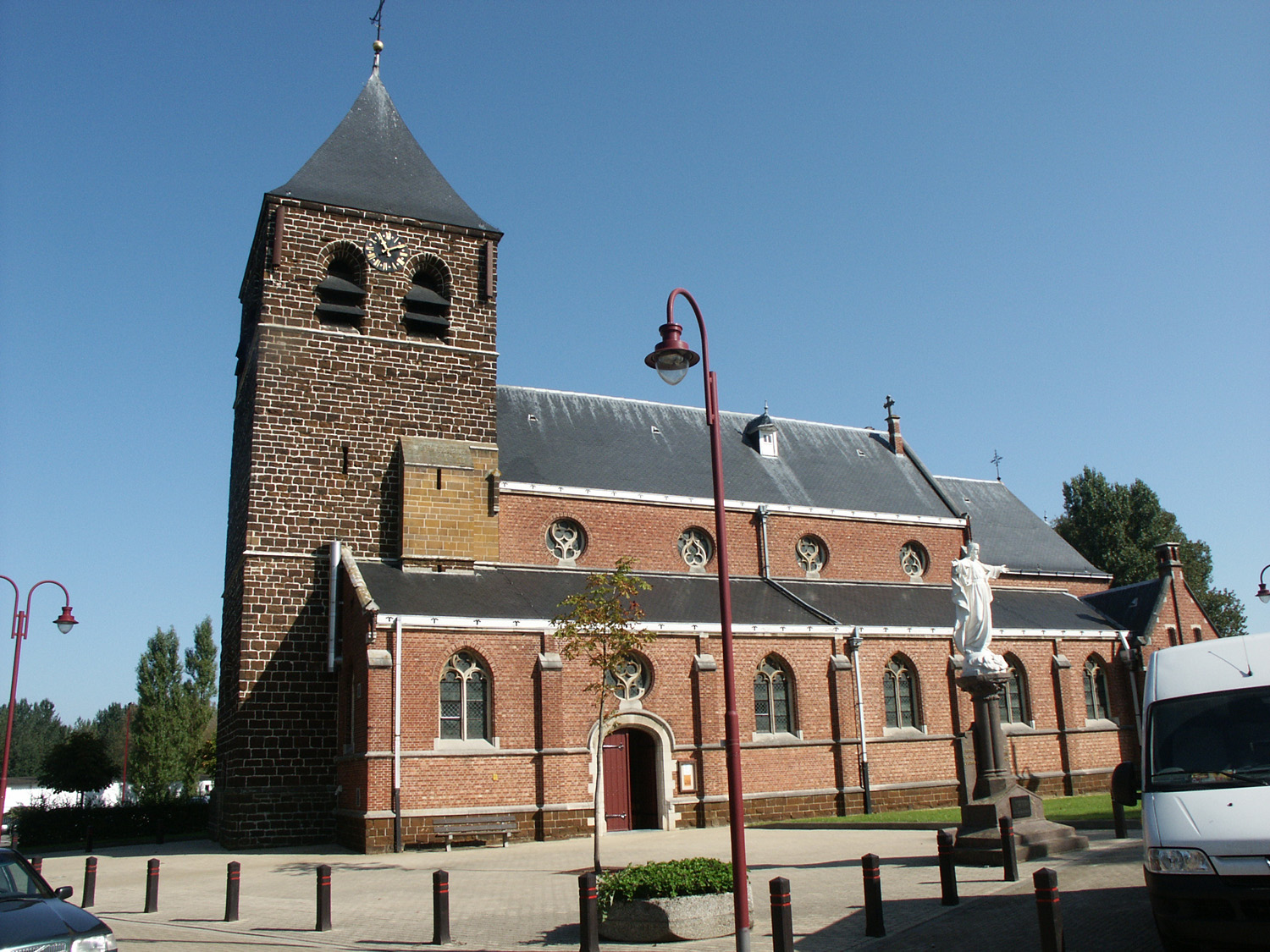
Michaelskirche im Gemeindeteil Messelbroek
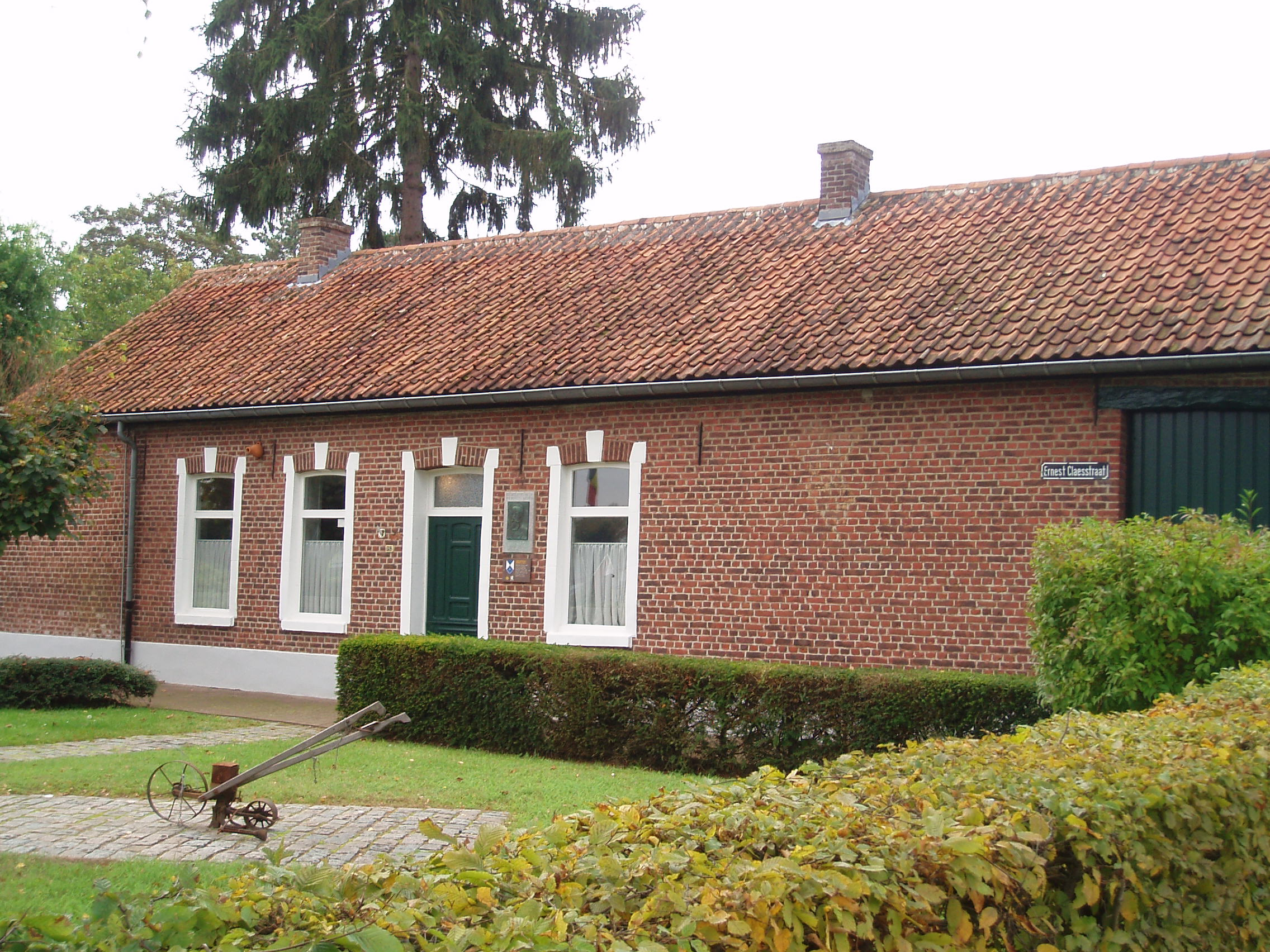
Geburtshaus von Ernest Claes in Zichem

In den beiden Hauptorten befinden sich mehrere Hotels und Pensionen; der Verkehrsverein veranstaltet Einiges um die Romanfigur „De Witte“ herum (De Witte= der Weiße, weil der Junge weißblonde/flachsblonde Haare hatte).

## Persönlichkeiten
- Pierre Jean Beckx (1795–1887), römisch-katholischer Ordensgeistlicher, General der Jesuiten
- Josef Ludwig Brems (1870–1958), römisch-katholischer Ordensgeistlicher, Apostolischer Vikar von Dänemark
- Ernest Claes (1885–1968), Schriftsteller
- Guido Van Calster (* 1956), Radrennfahrer und Teammanager